# Tatiana Barichello
Tatiana Barichello é uma pesquisadora brasileira e professora da Universidade do Extremo Sul Catarinense (UNESC), especializada em saúde e desenvolvimento de materiais cerâmicos para uso biomédico. Ela desenvolveu pesquisas nos Estados Unidos, aprimorando sua formação em tecnologias de saúde e ampliando parcerias internacionais para a universidade. Reconhecida por suas experiências internacionais, Tatiana também compartilha conhecimento com outros docentes por meio de programas de formação na UNESC. Seus projetos inovadores em saúde e cerâmica receberam financiamento da FAPESC (Fundação de Amparo à Pesquisa e Inovação do Estado de Santa Catarina), e ela foi uma das premiadas do Prêmio L'Oréal-UNESCO para mulheres em ciência, destacando-se como uma das principais pesquisadoras da instituição.